# Pyrgus
Pyrgus is een geslacht van vlinders uit de familie van de dikkopjes (Hesperiidae). 

## Soorten
- Pyrgus aladaghensis De Prins & Poorten, 1995
- Pyrgus albescens Plötz, 1884
- Pyrgus alpinus Erschoff, 1874)
- Pyrgus alveus (Hübner, 1803) — Groot spikkeldikkopje
- Pyrgus andromedae (Wallengren, 1853) — Bergspikkeldikkopje
- Pyrgus armoricanus (Oberthür, 1910) — Bretons spikkeldikkopje
- Pyrgus badachschana (Alberti, 1939)
- Pyrgus barrosi Ureta, 1956
- Pyrgus bellieri (Oberthür, 1910) — Frans spikkeldikkopje
- Pyrgus bieti (Oberthür, 1886)
- Pyrgus bocchoris (Hewitson, 1874)
- Pyrgus bolkariensis (de Prins & Poorten, 1995)
- Pyrgus brenda (Evans, 1942)
- Pyrgus cacaliae (Rambur, 1839) — Donker spikkeldikkopje
- Pyrgus carlinae (Rambur, 1836) — Westelijk spikkeldikkopje
- Pyrgus carthami (Hübner, 1813) — Witgezoomd spikkeldikkopje
- Pyrgus cashmirensis (Erschoff, 1874)
- Pyrgus centaureae (Rambur, 1839) — Noords spikkeldikkopje
- Pyrgus chapmani (Warren, 1926)
- Pyrgus cinarae (Rambur, 1839) — Turks spikkeldikkopje
- Pyrgus cirsii (Rambur, 1839) — Rood spikkeldikkopje
- Pyrgus communis (Grote, 1872)
- Pyrgus crisia Herrich-Schäffer, 1864
- Pyrgus darwazica Grum-Grshimailo, 1890
- Pyrgus dejeani (Oberthür, 1912)
- Pyrgus fides Hayward, 1940
- Pyrgus fritillarius (Poda, 1761)
- Pyrgus iliensis (Reverdin, 1912)
- Pyrgus jupei (Alberti, 1967)
- Pyrgus limbata (Erschoff, 1876)
- Pyrgus maculatus (Bremer & Grey, 1853)
- Pyrgus malvae (Linnaeus, 1758) — Aardbeivlinder
- Pyrgus malvoides (Elwes & Edwards, 1898) — Zuidelijke aardbeivlinder
- Pyrgus melotis (Duponchel, 1834) — Levantspikkeldikkopje
- Pyrgus notatus (Blanchard, 1852)
- Pyrgus oberthuri (Leech, 1891)
- Pyrgus oileus (Linnaeus, 1767)
- Pyrgus onopordi (Rambur, 1839) — Aambeeldspikkeldikkopje
- Pyrgus orcus (Stoll, 1780)
- Pyrgus orcynoides (Giacomelli, 1928)
- Pyrgus philetas W.H. Edwards, 1881
- Pyrgus pontica (Reverdin, 1914)
- Pyrgus ruralis (Boisduval, 1852)
- Pyrgus scriptura (Boisduval, 1852)
- Pyrgus serratulae (Rambur, 1839) — Voorjaarsspikkeldikkopje
- Pyrgus sibirica (Reverdin, 1911)
- Pyrgus sidae (Esper, 1784) — Geelbandspikkeldikkopje
- Pyrgus signata (Blanchard, 1852)
- Pyrgus speyeri (Staudinger, 1887)
- Pyrgus trebevicensis Warren, 1926
- Pyrgus veturius Plötz, 1884
- Pyrgus warrenensis (Verity, 1928) — Alpenspikkeldikkopje
- Pyrgus wrefordi Evans, 1951
- Pyrgus wyandot Edwards, 1863
- Pyrgus xanthus Edwards, 1878